# Chidester
Chidester é uma cidade localizada no estado americano de Arkansas, no Condado de Ouachita.

## Demografia
Segundo o censo americano de 2000, a sua população era de 335 habitantes.
Em 2006, foi estimada uma população de 339, um aumento de 4 (1.2%).

## Geografia
De acordo com o United States Census Bureau, a localidade tem uma área de 13,8 km², sem área coberta por água. Chidester localiza-se a aproximadamente 58 m acima do nível do mar.

## Localidades na vizinhança
O diagrama seguinte representa as localidades num raio de 32 km ao redor de Chidester.